# Мавзолей Санджара
Мавзолей султана Санджара (туркм. Soltan Sanjar ýadygärligi) — мавзолей одного з найвідоміших сельджуцьких султанів Ахмада Санджара, розташований в Мерві.

## Історія мавзолею

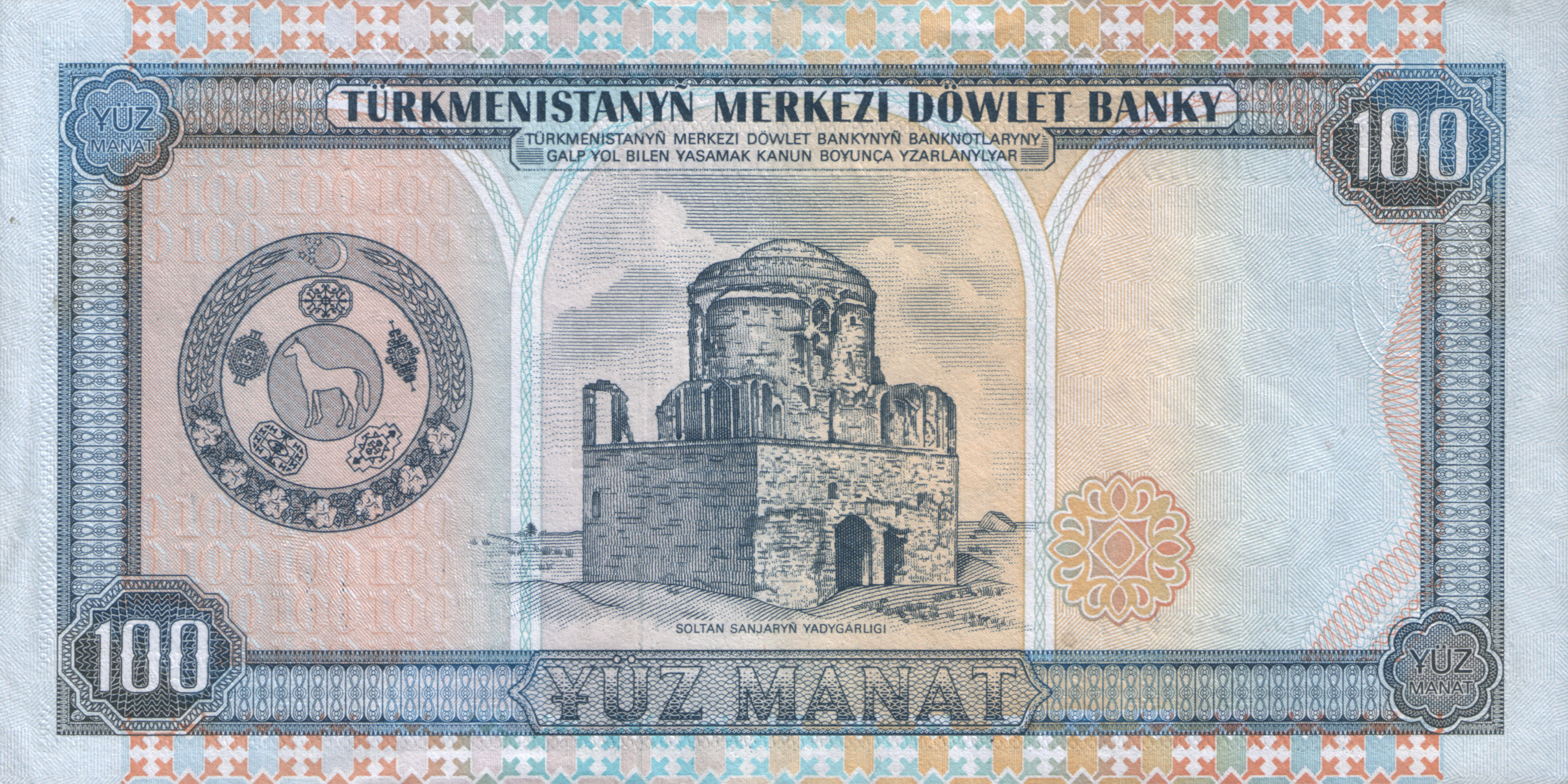
Зображення мавзолею на 100 туркменських манат

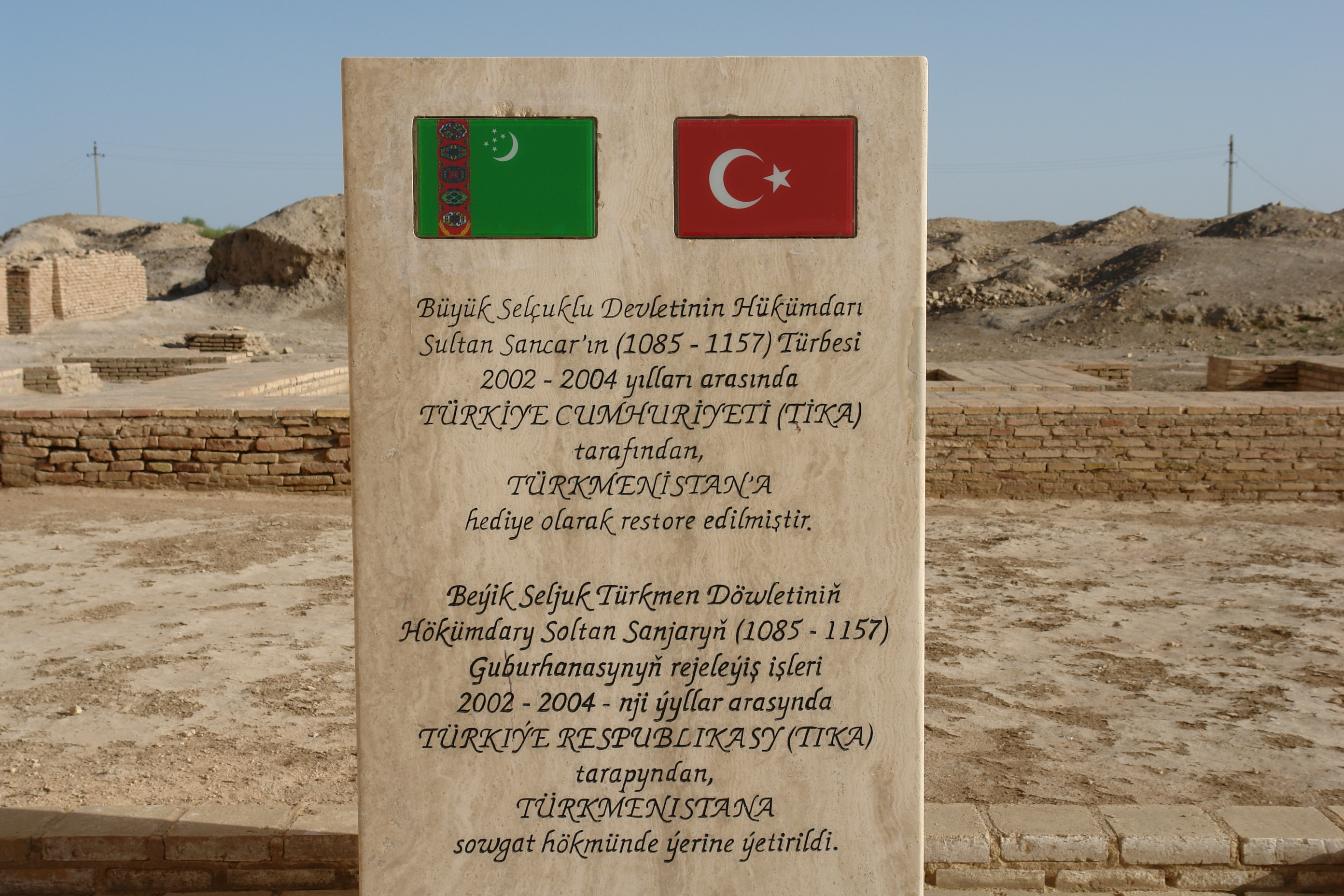
Пам'ятна табличка уряду Туреччини, після реконструкції в 2004 році

Особисто Санджар розпорядився побудувати мавзолей і нарік його «Дар аль-ахіра» («Будинок загробного життя»). Його поховали у 1157 році. Мавзолей був зруйнований монголами при вторгненні в Хорезм в 1221 році. Прах султана був перепохований у невідомому місці. Під надгробною плитою мавзолею досі порожньо. У 2004 році пам'ятник був відреставрований за сприяння Турецького агентства зі співпраці та розвитку (ТІКА).

## Зовнішнє і внутрішнє оздоблення
Мавзолей розташований в центрі городища Султан-Кала. Чахартак увінчаний двоярусним куполом з бірюзовим облицюванням, яке було поширене у Центральній Азії в Середньовіччі. Під куполом проходять триярусні, наскрізні галереї, у вигляді чергувальних ажурних арок. Символічно купол означав небосхил. Стіни в товщину біля основи — 5 метрів, в довжину — 27 метрів. Загальна висота мавзолею становить 38 метрів.

## Мавзолей сьогодні
На сьогодні мавзолей є місцевою визначною пам'яткою, яку відвідує багато туристів.

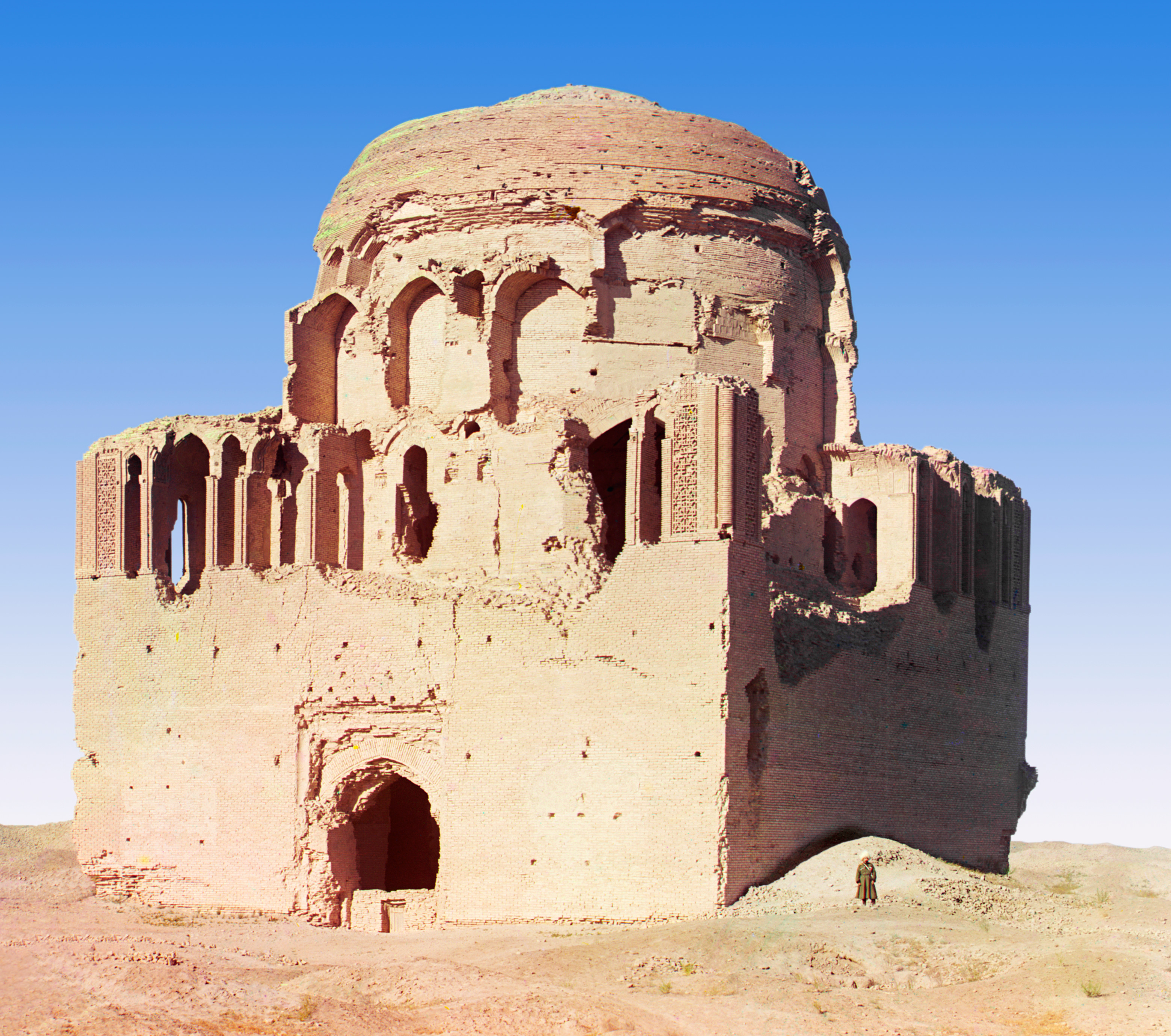
Руїни мавзолею. Між 1905 і 1915 роками
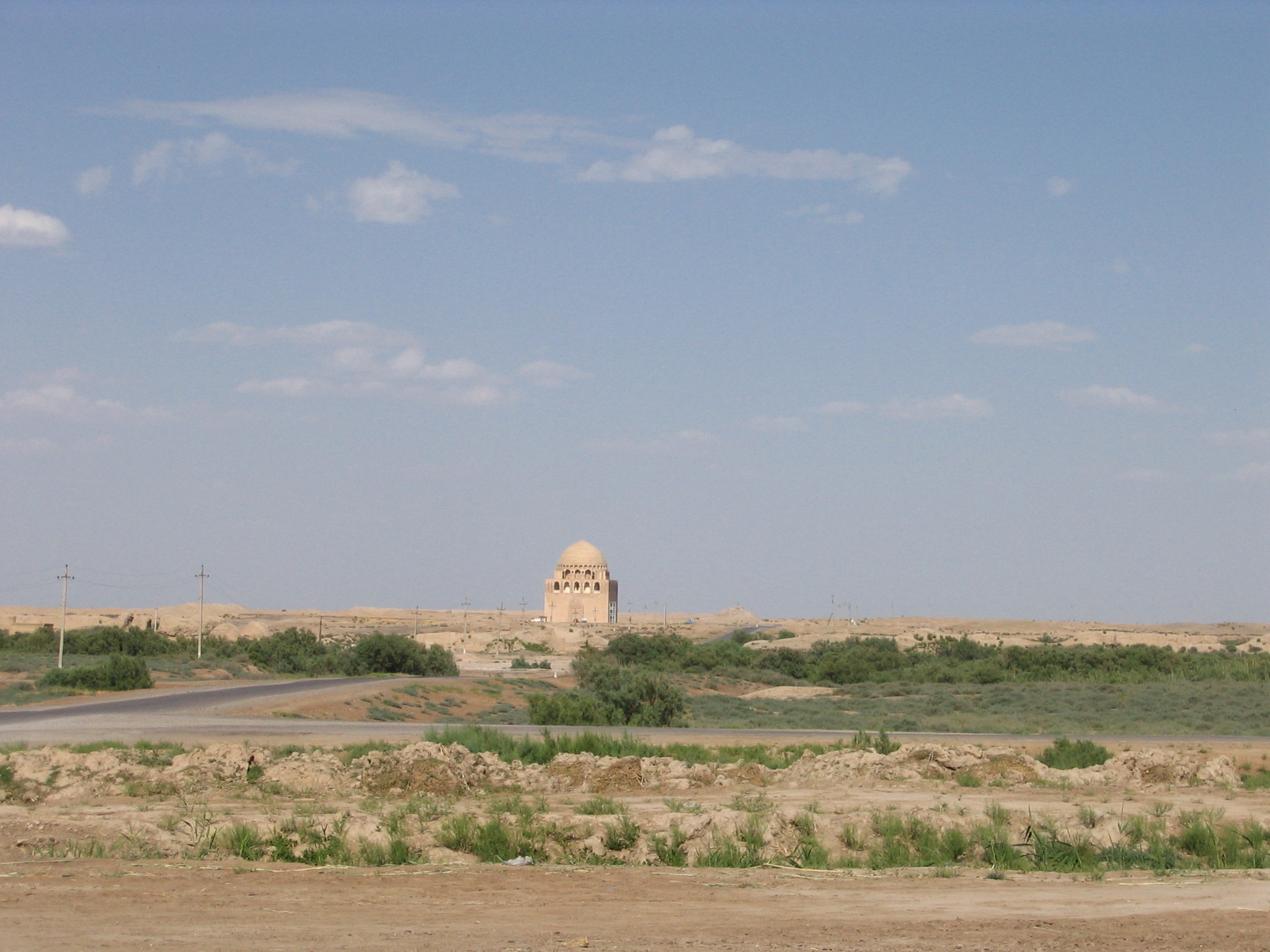
Мавзолей з оглядового майданчика
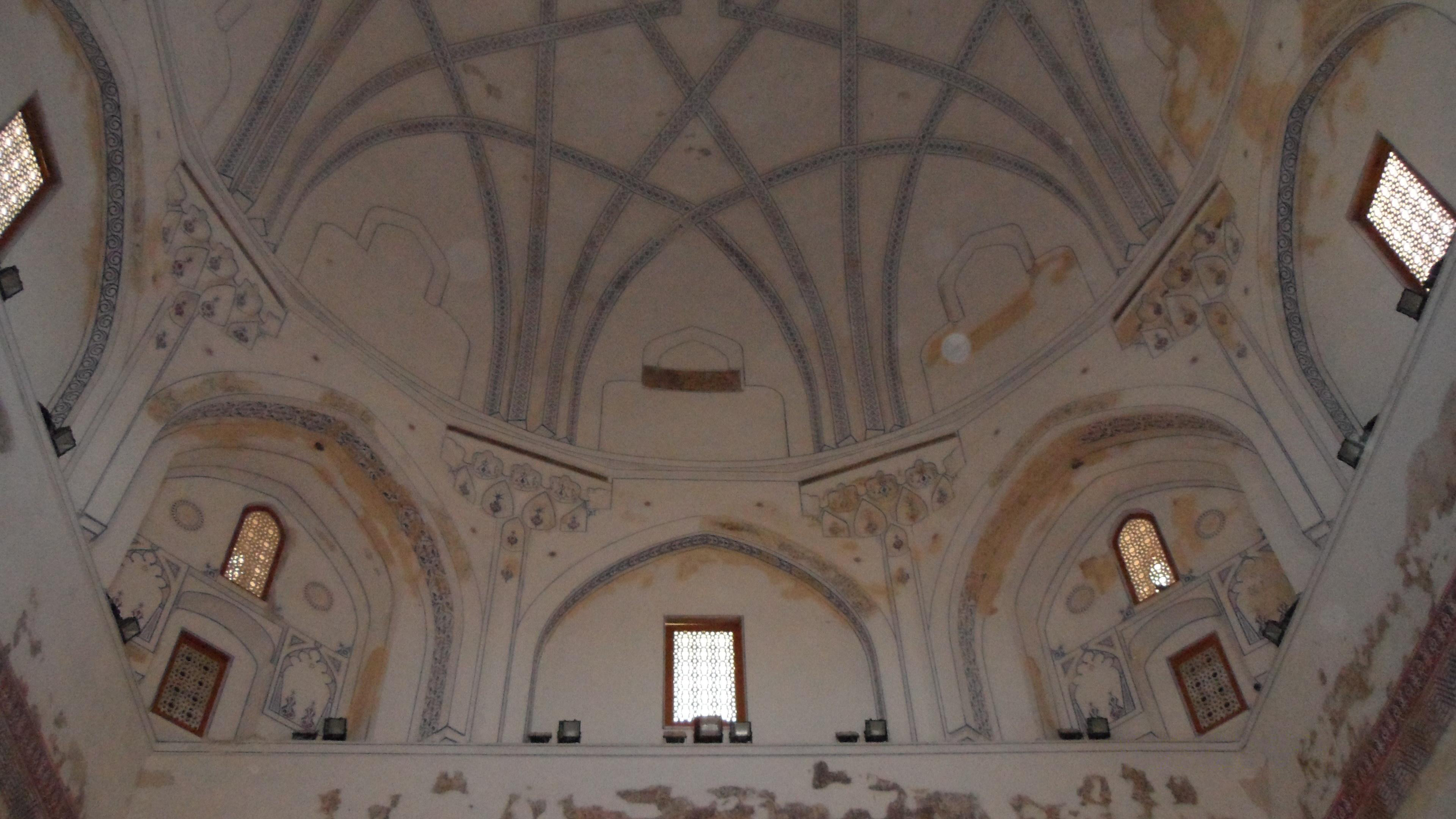
Внутрішнє оформлення мавзолею
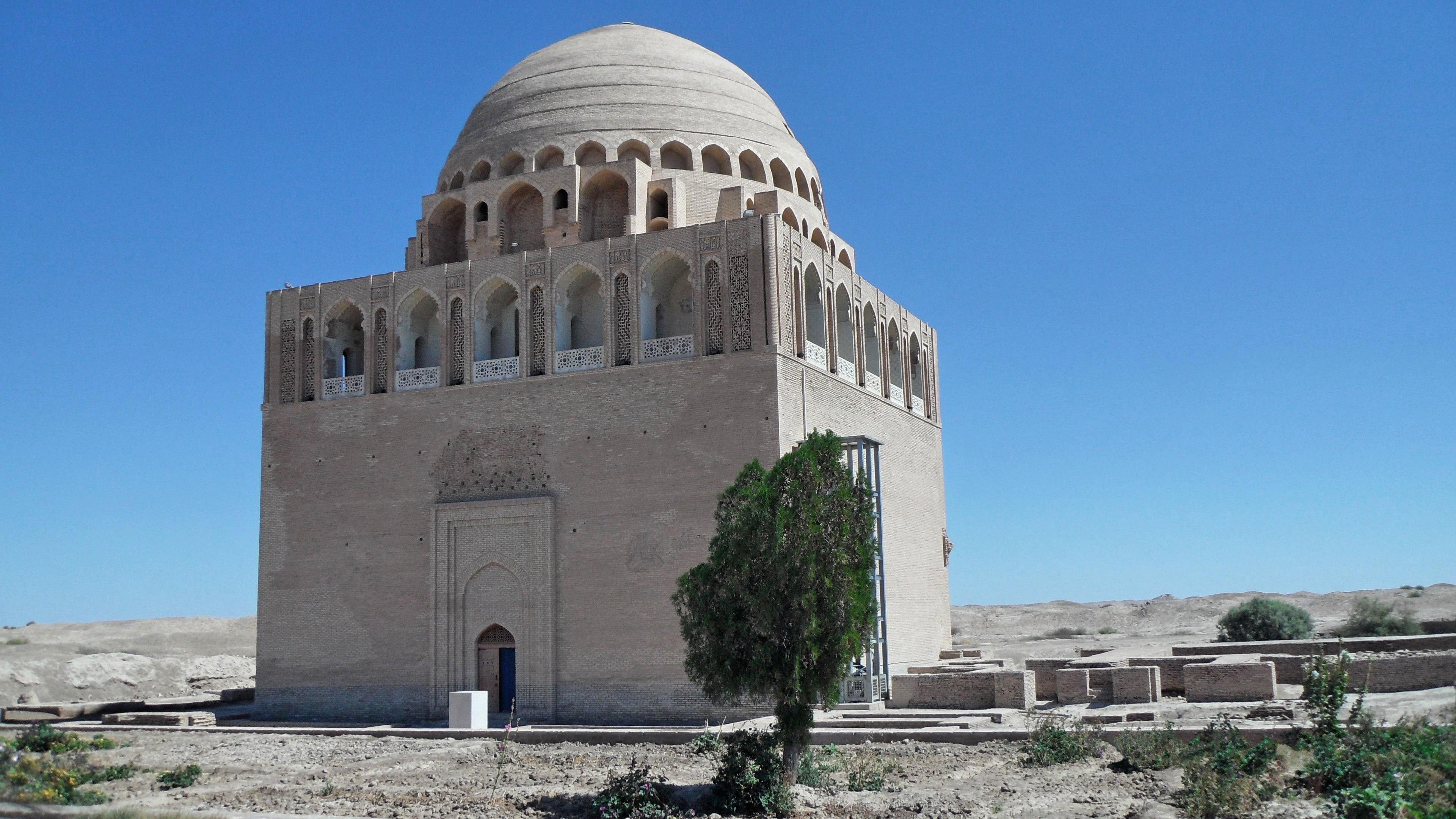
Мавзолей зовні